# Юстиция (растение)
Юстиция, или Якобиния (лат. Justicia) — род цветковых растений семейства Акантовые (Acanthaceae).
syn. Acelica, Adhatoda, Amphiscopia, Anisostachya, Aulojusticia, Averia, Beloperone, Calliaspidia, Calymmostachya, Chaetothylopsis, Chiloglossa, Cyphisia, Cyrtanthera, Cyrtantherella, Dianthera, Dimanisa, Drejerella, Duvernoia, Emularia, Ethesia, Glosarithys, Harnieria, Heinzelia, Hemichoriste, Heteraspidia, Ixtlania, Jacobinia, Kuestera, Libonia, Lophothecium, Lustrinia, Nicoteba, Orthotactus, Parajusticia, Petalanthera, Plagiacanthus, Plegmatolemma, Porphyrocoma, Psacadocalymma, Rhacodiscus, Rhiphidosperma, Rhyticalymma, Rodatia, Rostellaria, Rostellularia, Saglorithys, Salviacanthus, Sarotheca, Sericographis, Simonisia, Solenochasma, Stethoma, Tabascina, Thalestris, Thamnojusticia, Tyloglossa in Plant Systematics.
Род получил своё название в честь шотландского садовника Джеймса Джастиса (James Justice).
Распространены в тропической зоне обоих полушарий.

## Ботаническое описание
Травянистые растения, полукустарники, реже кустарники.
Листья яйцевидные, эллиптические, цельнокрайные.
Цветки маленькие, собраны в колосья или метёлку, иногда одиночные, белые, лиловые, розовые, реже красные.

## Практическое использование
Вид Justicia cydoniifolia (Юстиция айволистная) широко культивируется в оранжереях. В комнатных условиях выращиваются также Юстиция телесная (Justicia carnea), Юстиция Брандеджи (Justicia brandegeeana), Юстиция жёлтая (Justicia flava).

## Классификация
По данным сайта The Plant List род Юстиция насчитывает 652 видов. Род Monechma, который рассматривался до 1990 года как самостоятельный, понижен в ранге до секции рода Justicia.
Некоторые виды
| - Justicia adhatoda — Юстиция сосудистая - Justicia adhatodoides - Justicia androsaemifolia - Justicia betonica - Justicia brandegeeana — Юстиция Брандеджи, или Белопереоне капельное - Justicia brasiliana - Justicia californica — Юстиция калифорнийская - Justicia carnea — Юстиция телесная, или Юстиция мясо-красная, или Якобиния Поля - Justicia carthagenensis - Justicia cooleyi - Justicia cydoniifolia — Юстиция айволистная - Justicia flava — Юстиция жёлтая - Justicia fulvicoma - Justicia gendarussa — Юстиция гендарусса, или Гендарусса обыкновенная - Justicia kotschyi - Justicia orchioides - Justicia pectoralis - Justicia plumbaginifolia - Justicia procumbens - Justicia quinqueangularis - Justicia secunda - Justicia spicigera - Justicia tweediana - Justicia ventricosa |

## Галерея

Justicia procumbens var. simplex около леса Талакона, округ Читтур Андхра-Прадеш, Индия.
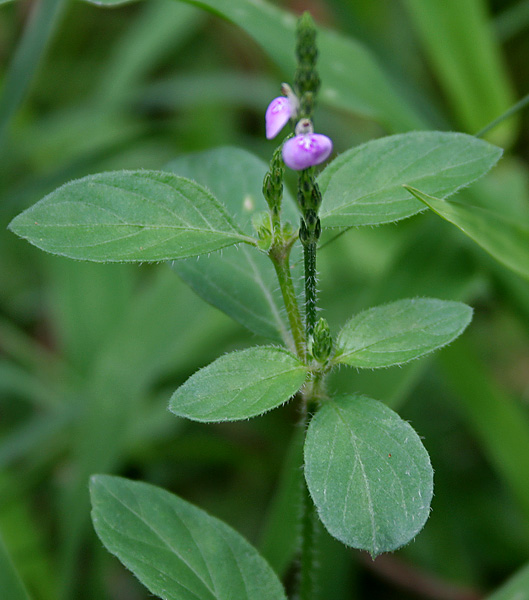
Justicia procumbens var. simplex около леса Талакона, округ Читтур Андхра-Прадеш, Индия.
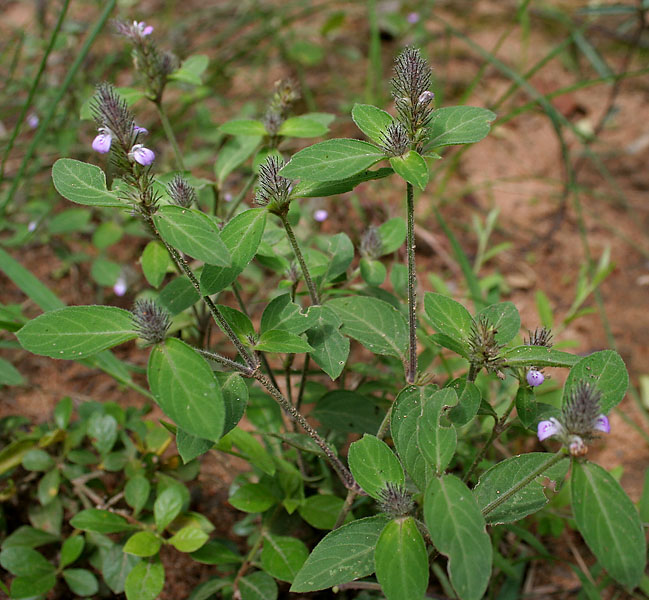
Justicia procumbens в лесу Талакона, округ Читтур, Андхра-Прадеш, Индия.
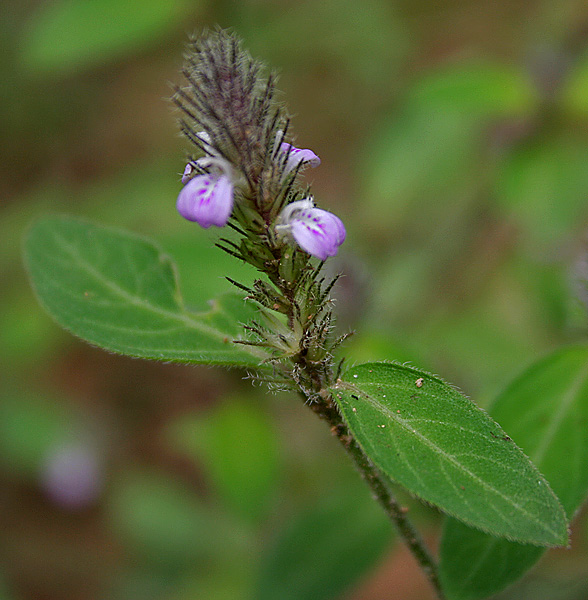
Justicia procumbens в лесу Талакона, округ Читтур, Андхра-Прадеш, Индия.
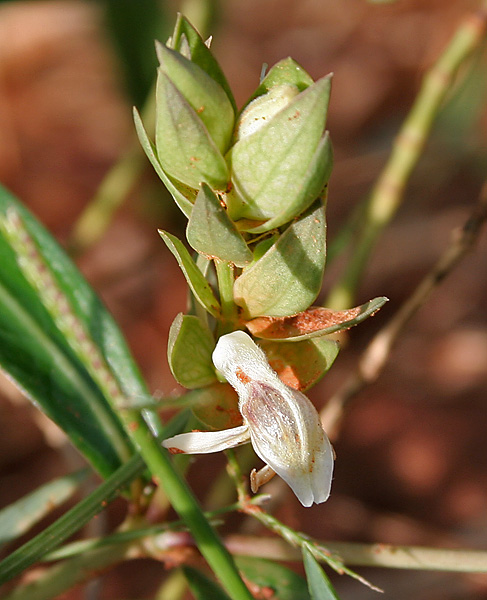
Justicia trinervia в лесу Талакона, округ Читтур, Андхра-Прадеш, Индия.
Justicia trinervia в лесу Талакона, округ Читтур, Андхра-Прадеш, Индия.
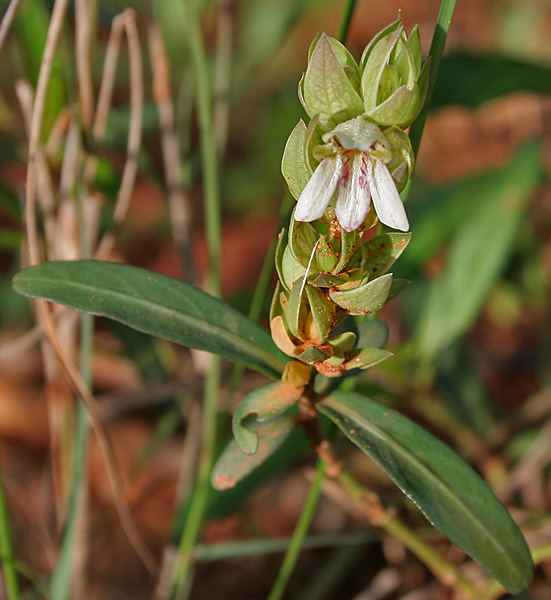
Justicia trinervia в лесу Талакона, округ Читтур, Андхра-Прадеш, Индия.
Justicia trinervia в лесу Талакона, округ Читтур, Андхра-Прадеш, Индия.
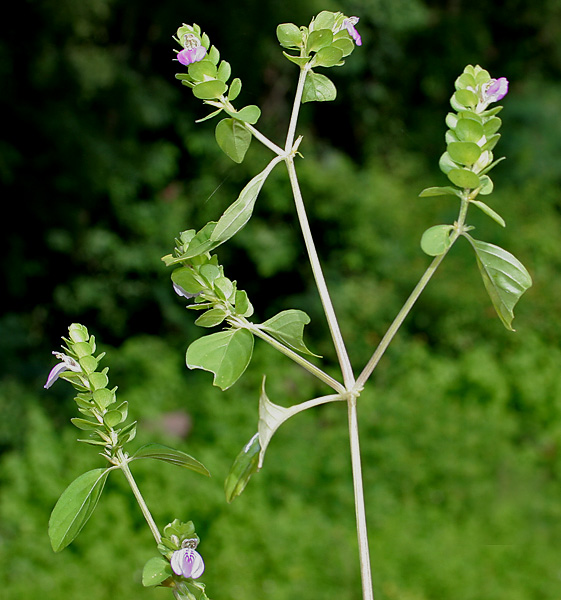
Justicia glauca в Хайдарабаде.
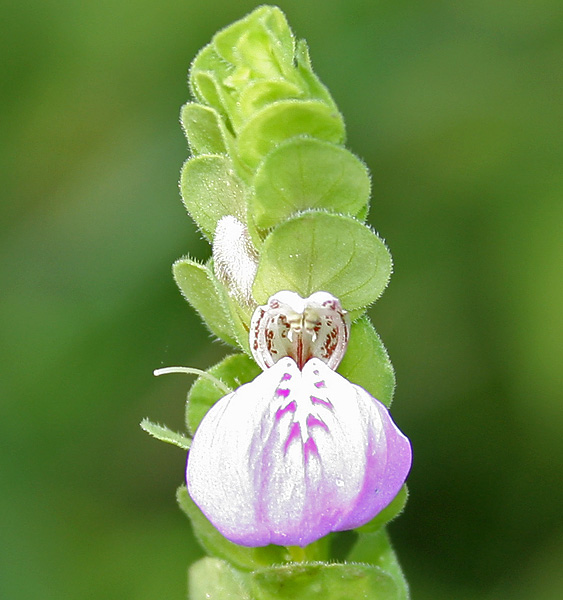
Justicia glauca в Хайдарабаде.
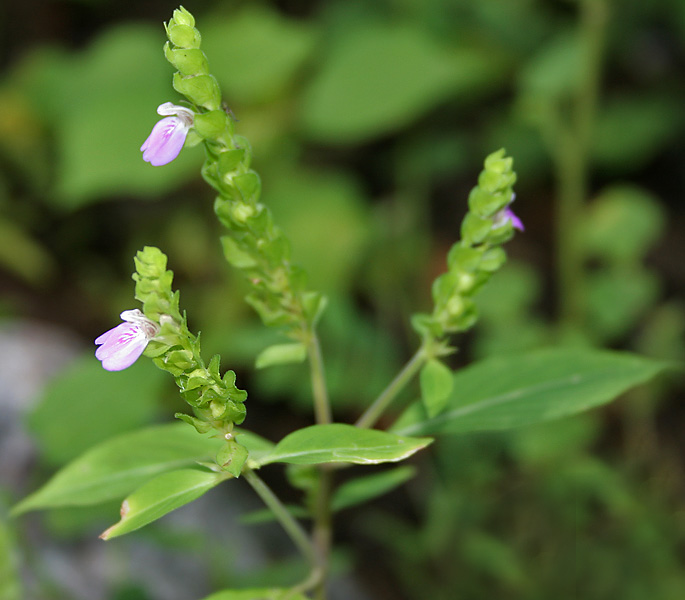
Justicia glauca в Хайдарабаде.
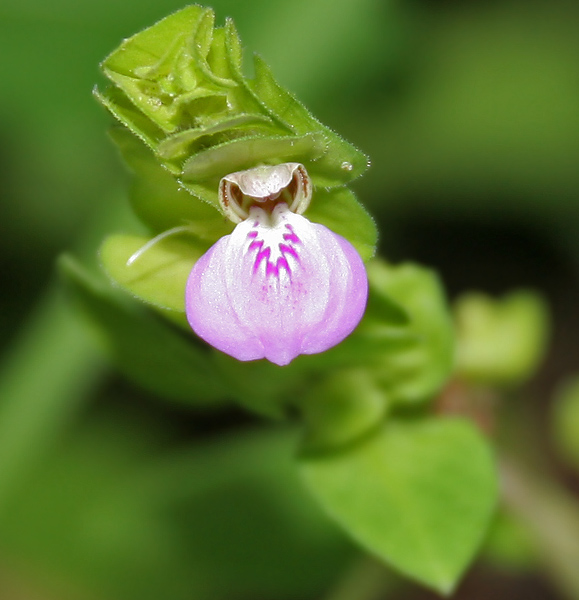
Justicia glauca в Хайдарабаде.
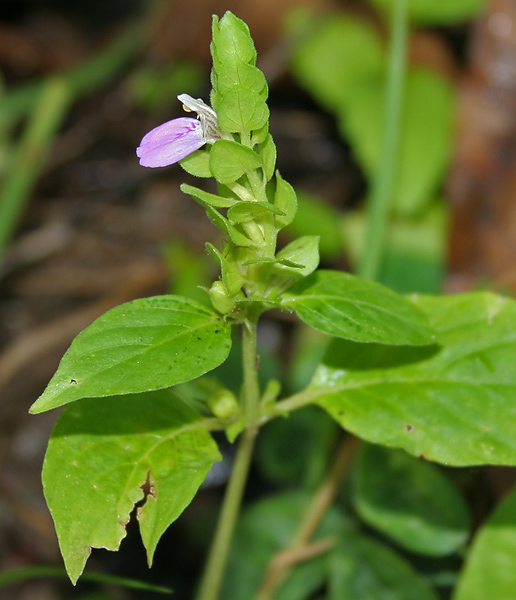
Justicia glauca в Хайдарабаде.
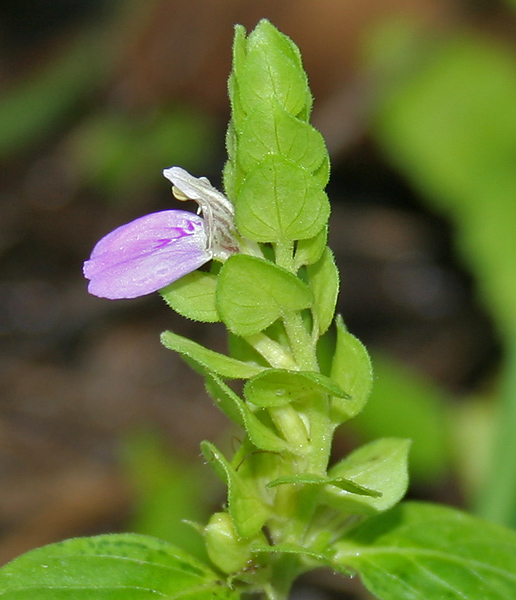
Justicia glauca в Хайдарабаде.
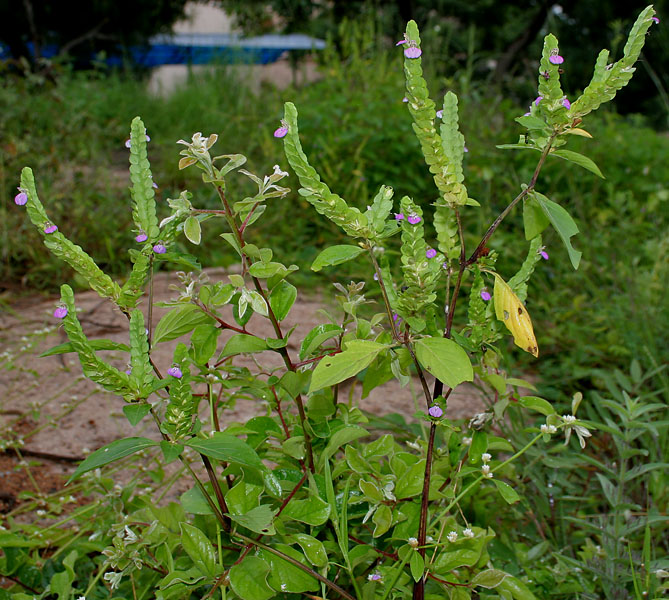
Justicia glauca в Хайдарабаде.
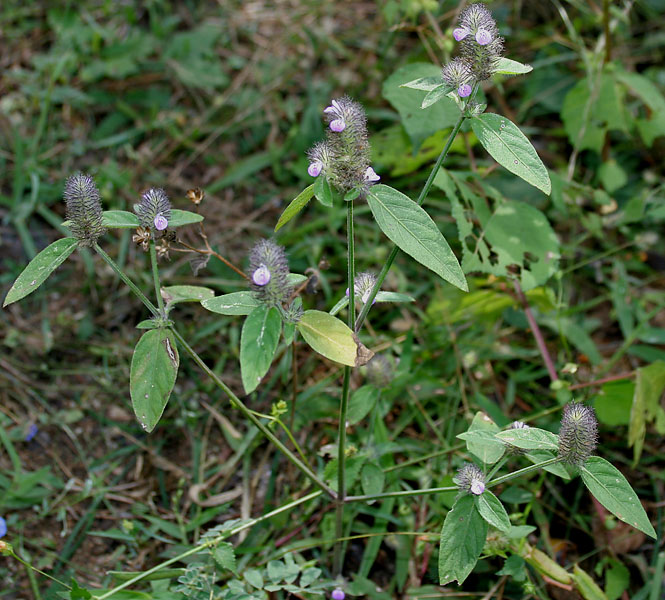
Justicia procumbens, Нарсапур, округ Медак, Индия.
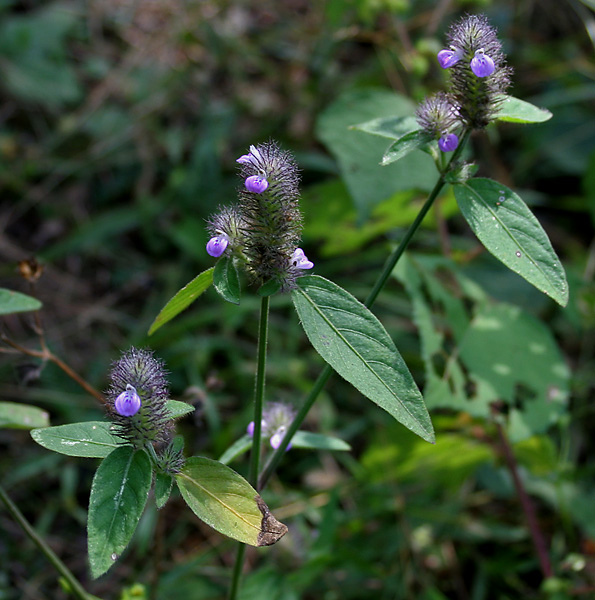
Justicia procumbens, Нарсапур, округ Медак, Индия.
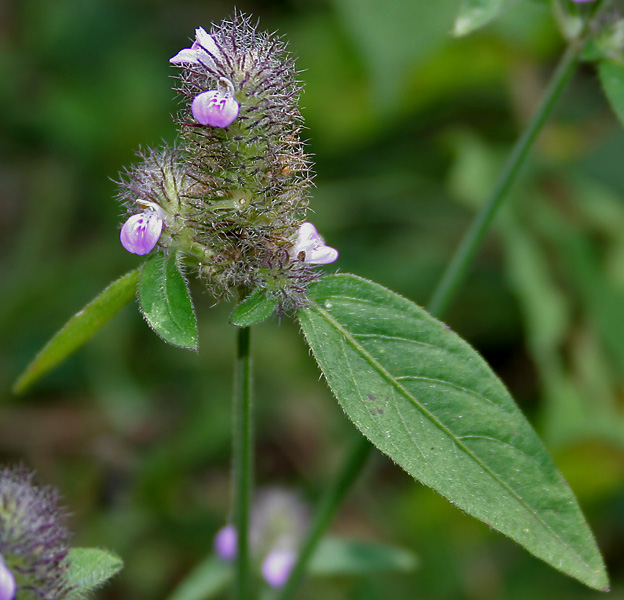
Justicia procumbens, Нарсапур, округ Медак, Индия.
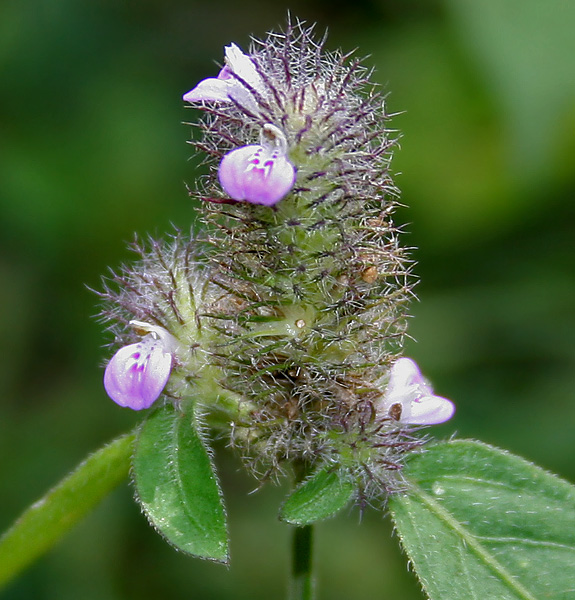
Justicia procumbens, Нарсапур, округ Медак, Индия.